# NGC 4767
NGC 4767 ist eine Elliptische Galaxie vom Hubble-Typ E im Sternbild Zentaur und etwa 126 Millionen Lichtjahre von der Milchstraße entfernt. Zusammen mit den Nicht-NGC-Objekten PGC 43744 (oft auch NGC 4767 A genannt) und PGC 43954 (auch NGC 4767 B) bildet sie eine optische Dreierkonstellation.
Sie wurde am 21. April 1835 von John Herschel mit einem 18-Zoll-Spiegelteleskop entdeckt, der sie dabei mit „bright, small, slightly elongated, pretty suddenly much brighter in the middle; 25 arcseconds. Wind violent“ beschrieb. Bei einer zweiten Beobachtung notierte er „pretty faint, small, round, not 1st class“, seine letzte Beobachtung kommentierte er mit „pretty bright, pretty large, slightly elongated, gradually much brighter in the middle; 40 arcseconds“.